# Kelsey Plum
Kelsey Christine Plum (* 24. August 1994 in Poway, Kalifornien) ist eine US-amerikanische Basketballspielerin. 

## Karriere
Vor ihrer professionellen Karriere in der WNBA spielte Plum von 2013 bis 2017 College-Basketball für die University of Washington. In der Saison 2016/17 wurde sie als beste College-Spielerin mit der Wade Trophy ausgezeichnet. 
Beim WNBA Draft 2017 wurde Plum an 1. Stelle von den San Antonio Stars ausgewählt, für die (bzw. deren Nachfolgeverein Las Vegas Aces) sie seither in der nordamerikanischen Basketballprofiliga der Damen spielt.
Bei der Basketball-Weltmeisterschaft der Damen 2018 in Spanien holte sie mit der Damen-Basketballnationalmannschaft der Vereinigten Staaten die Goldmedaille. Bei den Olympischen Sommerspielen 2020 in Tokio, die bedingt durch die COVID-19-Pandemie erst im Juli und August 2021 stattfanden, gewann Plum beim 3×3-Basketballturnier der Frauen mit dem US-Team ihre erste olympische Goldmedaille. Bei den Olympischen Spielen 2024 in Paris trat sie mit der Nationalmannschaft an und gewann auch in dieser Disziplin ihre erste Goldmedaille.